# أحمد البلوشي (لاعب كرة قدم سعودي)
أحمد عبد الإله البلوشي(ولد في 17 يوليو 2000-) لاعب كرة قدم سعودي و يلعب كحارس مرمى يلعب في نادي الحوراء.

## مسيرة اللاعب
لعب في الفئات السنية في نادي الوحدة ولعب بعدها مع نادي الخالدي ونادي الحوراء.